# Директор з інформаційних технологій
CIO (англ. Chief Information Officer) — головний менеджер з інформатизації, директор з інформаційних технологій (співробітник корпорації, виконавець вищого рангу, що відповідає за придбання та впровадження нових технологій, управління інформаційними ресурсами).

## Опис
Найбільш точно цьому терміну в українській мові та бізнесі відповідають «Директор із інформаційних технологій», «IT-директор», «Заступник генерального директора з інформаційних технологій».
Значення та роль CIO різко зростає із введенням в компаніях ERP і CRM-систем.
У компаніях де ІТ є основним видом діяльності, функції CIO та CTO (технічний директор) часто перетинаються, що може призвести до плутанини щодо їх ролей та відповідальностей.